# Quiruelas de Vidriales
Quiruelas de Vidriales és un municipi de la província de Zamora, a la comunitat autònoma de Castella i Lleó.

## Demografia
| 1991 | 1996 | 2001 | 2004 |
| ---- | ---- | ---- | ---- |
| 1088 | 1017 | 943  | 934  |